# John van Diggele
John van Diggele (Rotterdam, 14 januari 1954) is een voormalig profvoetballer van Excelsior.
Van Diggele debuteerde in het seizoen 1974-1975 namens Excelsior in de eredivisie. De aanvaller degradeerde in 1976 met de Kralingers naar de eerste divisie. In 1978 zette Van Diggele een punt achter zijn profcarrière, waarna hij nog jarenlang actief was in het amateurvoetbal bij onder andere Xerxes en vv Capelle.
Na zijn actieve loopbaan werd Van Diggele trainer. Hij had onder meer de amateurclubs PPSC, DSVP, TOGR, VV Rijsoord, SV DHL, VV Lyra en SV Piershil onder zijn hoede. Zijn laatste club was BSC '68, waar hij in april 2015 zelf besloot om op te stappen.